# براندان ريان (سياسي)
براندان ريان (بالإنجليزية: Brendan Ryan)‏ هو سياسي أيرلندي، ولد في 5 فبراير 1953 في جمهورية أيرلندا. حزبياً، نشط في حزب العمال (جمهورية أيرلندا). في 2016 Irish general election ‏، انتخب نائب دييل عن دائرة Dublin Fingal (Dáil constituency) ‏ وقد انضم خلال فترته النيابية ‏ (10 مارس 2016 – ) للكتلة البرلمانية حزب العمال (جمهورية أيرلندا) وانتخب عضو مجلس الشيوخ من أيرلندا عن دائرة اللجنة الإدارية ‏ وقد انضم خلال فترته النيابية ‏ (23 يوليو 2007 – 25 فبراير 2011) للكتلة البرلمانية حزب العمال (جمهورية أيرلندا) وفي الانتخابات العمومية الأيرلندية 2011 ‏، انتخب نائب دييل عن دائرة Dublin North (Dáil constituency) ‏ وقد انضم خلال فترته النيابية ‏ (9 مارس 2011 – 3 فبراير 2016) للكتلة البرلمانية حزب العمال (جمهورية أيرلندا).